# 1917년
1917년은 월요일로 시작하는 평년이다.

## 연호
- 중화민국(中華民國) 민국(民國) 6년
- 일본(日本) 다이쇼(大正) 6년
- 응우옌 왕조(阮朝) 카이딘(啓定) 2년

## 기년
- 응우옌 왕조(阮朝) 계정제(啓定帝) 2년

## 사건
- 1월 1일 - 이광수가 소설 〈무정〉을 《매일신보》에 연재하기 시작했다.
- 1월 20일 - 안확이 《조선문법》을 발행하였다.
- 2월 1일 - 독일 제국이 무제한 잠수함 작전을 개시하여 중립국의 상선마저도 격침된다. 중립국 중 하나였던 미국은 이 시기에 독일에 선전 포고할 것을 결심하게 된다.
- 3월 2일 - 간도창의소 사령관 안종석이 체포되어 부산으로 압송되었다.
- 3월 7일 - 중화민국이 간도에서 한국인의 거주권과 토지소유권을 인정하였다.
- 3월 12일 - 러시아 제국 멸망. 러시아에서 3월 혁명이 일어나다. 당시 러시아가 쓰던 율리우스력으로는 2월 27일이기 때문에 러시아 2월 혁명으로 불린다.
- 3월 14일 - 수원농림학교가 전문학교 수준의 학생을 모집함 (전문학교 과정)
- 3월 15일 - 러시아의 황제 니콜라이 2세가 퇴위하고 임시 정부가 수립되다.
- 3월 23일 - 장일환 등이 평양에서 조선국민회를 조직하였다.
- 3월 26일 - 태국에 최초 국립대학인 출랄롱꼰 대학교 설립
- 3월 29일 - 미국 캘리포니아주 새크라멘토에서 대한부인회가 조직되었다.
- 3월 31일 - 덴마크가 덴마크령 서인도 제도를 미국에 2,500만 미국 달러에 양도하여 미국령 버진아일랜드가 되다.
- 4월 6일 - 미국이 독일에 선전 포고를 하다.
- 4월 7일 - 사립 연희전문학교가 조선총독부로부터 설립을 인가 받음. 조건부 (10년 기한) 설립을 인가 받음. 사립 최초의 전문학교
- 4월 9일 - 봉천에서 조선인회가 설립되었다.
- 4월 23일 - 오스만 제국이 미국과의 외교 관계를 단절하다.
- 4월 30일 - 조선 궁중아악을 연구하는 이왕직아악부 아악생양성소가 설치되었다.
- 5월 13일 - 파티마의 성모발현 첫 발현일
- 5월 14일 - 사립 세브란스 연합의학전문학교가 조선총독부에 조건부 (10년 기한) 설립을 인가 받음. 사립 최초의 전문학교
- 5월 23일 - 의병장 이진룡이 평안북도에서 체포되었다.
- 5월 26일 - 서울 광화문선 전차 노선이 개통되었다.
- 6월 1일 - 토지조사령 시행규칙 개정 공포령이 시행되었다.
- 6월 8일
  - 순종 황제가 일본을 방문하였다.
  - 함경북도의 도청이 경성에서 나남으로 이전하였다.
- 6월 9일 - 면 (행정 구역) 제도가 공포되었다.
- 6월 13일 - 세브란스의학전문학교가 개교하였다.
- 6월 19일 - 영국 하원, 부인 참정권 승인.
- 6월 28일 - 순종 황제가 귀국하였다.
- 7월 - 신규식, 신채호, 박은식 등이 중국에서 <대동단결선언>을 발표하였다.
- 7월 29일 - 간도 지방 한국인에 대한 경찰권이 일본 측에 이관되었다.
- 8월 - 상순, 신규식 등이 중국 상하이에서 조선사회당을 조직하였다.
- 8월 31일 - 조선사회당이 스웨덴 스톡홀름 만국사회당대회에서 조선 독립 요구서를 제출, 만장일치로 승인받았다.
- 9월 15일 - 러시아, 공화국 선언.
- 10월 3일 - 면 제도 시행으로 일본인 면장 임명이 시작되었다.
- 10월 15일 - 제1차 세계 대전 : 네덜란드 출신 무용수로 독일 간첩 혐의를 받은 마타 하리가 파리에서 처형되다.
- 10월 17일 - 한강인도교가 준공되었다.
- 10월 24일 - 제1차 세계 대전 : 카포레토 전투 시작. 극소수이지만, 일부 부대의 피해는 거의 괴멸에 가까웠다고 한다.
- 11월 2일 - 영국의 후원으로 "유대인들의 고향인 팔레스타인에 유대 국가를 설립할 것"이라는 내용의 밸푸어 선언이 발표되다.
- 11월 7일 - 러시아 10월 혁명이 시작되다. 당시 러시아가 쓰던 율리우스력으로는 10월 25일이기 때문에 10월 혁명으로 불린다.
- 11월 9일 - 창덕궁에 큰불이 나 대조전 등이 소실되었다.
- 12월 6일 - 핀란드가 러시아령 핀란드 대공국으로부터 독립을 선언하다.
- 12월 15일 - 대전약령시가 개설되었다.

## 탄생

### 1월
- 1월 2일
  - 대한민국의 축구 선수, 축구 감독 정국진. (~1976년)
  - 조선민주주의인민공화국의 예술가 김원균. (~2002년)
- 1월 3일 - 북한의 영화 배우 문예봉. (~1999년)
- 1월 4일 - 대한민국의 의학자, 기업인 정재원. (~2017년)
- 1월 6일 - 대한민국의 정치깡패 이정재. (~1961년)
- 1월 15일 - 미국의 배우 일레인 라일리. (~2015년)
- 1월 25일 - 모스크바 출신 벨기에 화학자 일리야 프리고진. (~2003년)
- 1월 26일 - 미국의 제2차 세계 대전 참전 용사 루이스 잠페리니. (~2014년)

### 2월
- 2월 1일 - 중화인민공화국의 정치인 장춘차오. (~2005년)
- 2월 2일 - 중국의 군인, 정치인 훙쉐즈. (~2006년)
- 2월 8일 - 대한민국의 정치인 신용남. (~2013년)
- 2월 16일 - 대한민국의 축구 선수, 축구 감독 정남식. (~2005년)
- 2월 22일 - 대한민국의 법조인 황성수. (~1997년)
- 2월 25일
  - 대한민국의 비전향 장기수 방재순. (~2015년)
  - 대한민국의 서양화가, 디자이너 박고석. (~2002년)

### 3월
- 3월 2일 - 수단의 정치인 바비케르 아와달라. (~2019년)
- 3월 8일 - 조선민주주의인민공화국의 군인 오진우. (~1995년)
- 3월 10일 - 미얀마의 배우, 가수 메 신. (~2008년)
- 3월 13일 - 대한민국의 법조인, 정치인 홍진기. (~1986년)
- 3월 20일 - 영국의 가수, 작곡가 베라 린. (~2020년)
- 3월 24일 - 대한민국의 군인, 기업인 백범 김구 암살범 안두희. (~1996년)
- 3월 27일 - 미국의 정치인, 국무장관 사이러스 번스. (~2012년)

### 4월
- 4월 14일 - 대한민국의 정치인 김숙현. (~2003년)
- 4월 16일 - "탄일종이 땡땡땡"의 작곡가, 월드비전(선명회) 어린이 합창단 초대 지휘자 장수철. (~1966년)
- 4월 18일 - 그리스 왕국의 국왕 하노버의 프레데리케. (~1981년)
- 4월 20일 - 미국의 야구 선수 할 펙. (~1995년)
- 4월 21일 - 대한민국의 배우 강계식. (~2000년)
- 4월 23일 - 조선민주주의인민공화국의 가수 왕수복. (~2003년)
- 4월 25일 - 미국의 재즈 가수 엘라 피츠제럴드. (~1996년)
- 4월 29일
  - 미국의 심리학자 유리 브론펜브레너. (~2005년)
  - 대한민국의 영화감독 한형모. (~1999년)

### 5월
- 5월 1일
  - 미국의 야구 선수, 배우 존 베라디노. (~1996년)
  - 프랑스의 배우 다니엘 다리외. (~2017년)
- 5월 24일 - 대한민국의 비전향 장기수 류한욱. (~2009년)
- 5월 29일 - 미국의 제35대 대통령 존 F. 케네디. (~1963년)

### 6월
- 6월 7일
  - 미국의 배우 겸 가수 딘 마틴. (~1995년)
  - 영국의 언어학자 앨프리드 김슨. (~1985년)
- 6월 9일 - 영국의 마르크스주의 역사가 에릭 홉스봄. (~2012년)
- 6월 14일 - 노르웨이의 수학자 아틀레 셀베르그. (~2007년)
- 6월 17일 - 대한민국의 사회기관단체인 김태주. (~?)
- 6월 18일 - 대한민국의 법조인 황산덕. (~1989년)
- 6월 28일 - 대한민국의 군인, 기업인, 정치인 도진희. (~1995년)
- 6월 29일 - 대한민국의 금융인 이희건. (~2011년)
- 6월 30일
  - 미국의 배우 수전 헤이워드. (~1975년)
  - 미국의 가수 리나 혼. (~2010년)

### 7월
- 7월 3일 - 대한민국의 목사 강원용. (~2006년)
- 7월 13일 - 대한민국의 배우 김승호. (~1968년)

### 8월
- 8월 1일 - 대한민국의 작사가, 가수 반야월. (~2012년)
- 8월 15일 - 엘살바도르의 대주교 오스카르 아르눌포 로메로. (~1980년)
- 8월 18일 - 미국의 정치인 캐스퍼 와인버거. (~2006년)
- 8월 21일 - 러시아의 경제학자, 수학자 레오니트 후르비치. (~2008년)

### 9월
- 9월 5일 - 대한민국의 정치인 이한기. (~1995년)
- 9월 7일 - 오스트레일리아의 화학자 존 콘포스. (~2013년)
- 9월 11일 - 필리핀의 제10대 대통령 페르디난드 마르코스. (~1989년)
- 9월 12일
  - 대한민국의 정치인 조광희. (~2017년)
  - 미국의 야구 선수 루스 크리스토퍼. (~1954년)
- 9월 17일 - 대한민국의 작곡가 윤이상. (~1995년)
- 9월 20일 - 스페인의 배우 페르난도 레이. (~1994년)
- 9월 23일 - 멕시코의 루차도르 엔마스카라도, 영화 배우 엘 산토. (~1984년)
- 9월 26일 - 미국의 야구 선수 서먼 터커. (~1993년)

### 10월
- 10월 5일 - 대한민국의 군인 최석. (~1982년)
- 10월 7일 - 미국의 배우 마샤 헌트. (~2022년)
- 10월 10일 - 대한민국의 비전향 장기수 윤희보. (~2015년)
- 10월 16일 - 영국의 외교관 머레이 맥리호스 (~2000년)
- 10월 20일 - 프랑스의 영화 감독 장피에르 멜빌. (~1973년)
- 10월 21일 - 미국의 트럼펫 연주자 디지 길레스피. (~1993년)
- 10월 22일 - 영국, 미국의 배우 조앤 폰테인. (~2013년)
- 10월 29일 - 미국의 배우, 가수 에디 콘스탄틴. (~1993년)
- 10월 30일 - 대한민국의 성직자, 정치인, 사회운동가 강원용. (~2006년)

### 11월
- 11월 1일 - 대한민국의 공무원, 정치인 이경호. (~1987년)
- 11월 14일 - 대한민국의 제5~9대 대통령 박정희. (~1979년)
- 11월 17일 - 이탈리아의 축구 감독 레안드로 레몬디니. (~1979년)
- 11월 19일 - 인도의 정치가 인디라 간디. (~1984년)
- 11월 20일 - 미국의 정치인 로버트 버드. (~2010년)
- 11월 21일
  - 대한민국의 군인, 정치인 정일권. (~1994년)
  - 대한민국의 언론인, 출판인 최석채. (~1991년)
- 11월 22일 - 대한민국의 국악인 김기수. (~1986년)
- 11월 26일 - 대한민국의 화가 장욱진. (~1990년)
- 11월 27일 - 대한민국의 국악인, 인간문화재 이은관. (~2014년)

### 12월
- 12월 1일 - 대한민국의 판소리 명창 김소희. (~1995년)
- 12월 6일 - 미국의 공군대령 딘 헤스. (~2015년)
- 12월 9일 - 미국의 물리학자, 연구원 제임스 레인워터. (~1986년)
- 12월 16일 - 영국의 작가 아서 C. 클라크. (~2008년)
- 12월 21일 - 독일의 작가 하인리히 뵐. (~1985년)
- 12월 24일 - 조선민주주의인민공화국의 독립운동가, 공산주의자 여성운동가, 정치인 김정숙.
- 12월 29일 - 미국의 정치인, 로스앤젤레스의 첫 흑인 시장 톰 브래들리. (~1998년)
- 12월 30일
  - 대한민국의 시인 윤동주. (~1945년)
  - 일제 강점기의 조선귀족 이장훈. (~1993년)

### 미상
- 대한민국의 교육인 서기원. (~1976년)

## 사망

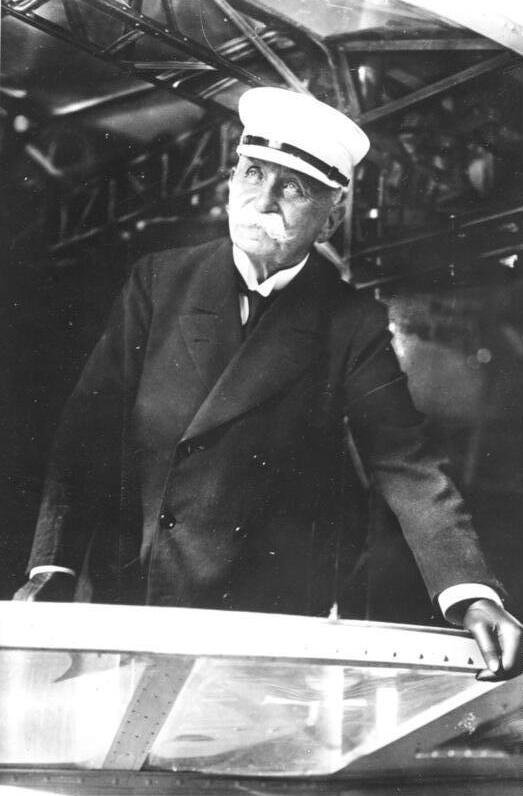
체펠린 백작

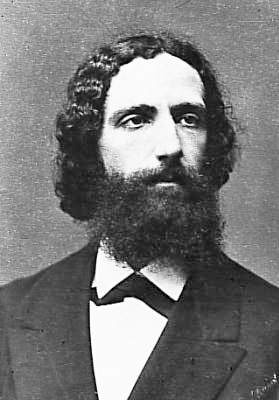
프란츠 브렌타노

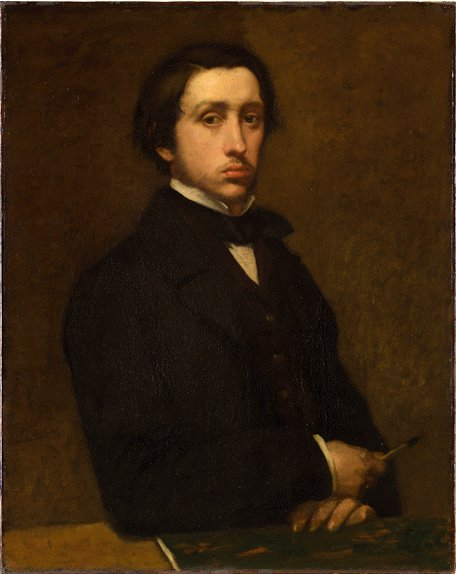
에드가르 드가

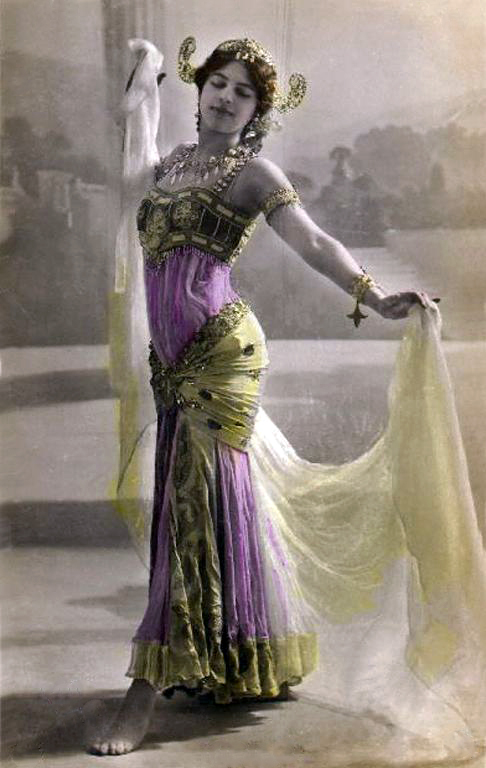
마타 하리

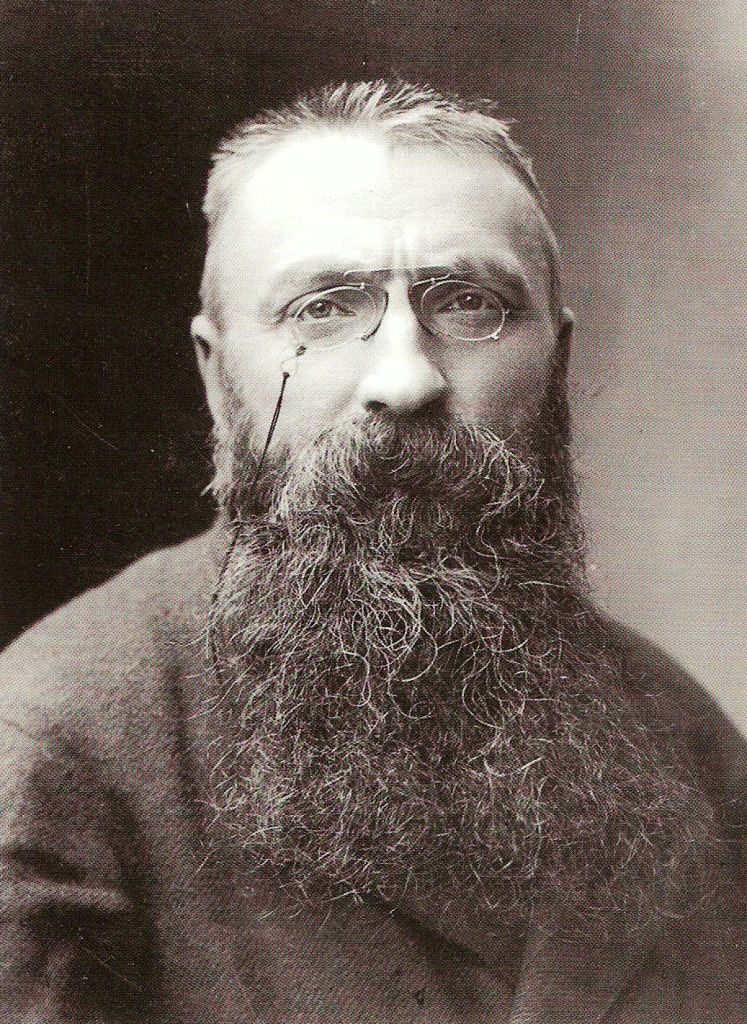
오귀스트 로댕

- 3월 2일 - 대한제국의 관료, 독립운동가 이상설. (1871년~)
- 3월 8일 - 독일의 발명가 페르디난트 폰 체펠린 백작. (1838년~)
- 3월 17일 - 독일의 철학자·심리학자 프란츠 브렌타노. (1836년~)
- 9월 29일 - 프랑스의 화가·조각가 에드가 드가. (1834년~)
- 10월 15일 - 제1차 세계대전 중에 독일 첩자 혐의로 프랑스가 처형한 네덜란드인 무용가 마타 하리. (1876년~)
- 11월 11일 - 하와이 왕국의 여왕 릴리우오칼라니. (1817년~)
- 11월 17일 - 프랑스 조각가 오귀스트 로댕. (1840년~)

## 노벨상
- 문학상 : 카를 겔레루프, 헨리크 폰토피단 (덴마크)
- 물리학상 : 찰스 글러버 바클라 (영국)
- 평화상 : 국제적십자위원회, 적십자

## 달력
| 1월 |    |    |    |    |    |    |
| 일  | 월 | 화 | 수 | 목 | 금 | 토 |
|     | 1  | 2  | 3  | 4  | 5  | 6  |
| 7   | 8  | 9  | 10 | 11 | 12 | 13 |
| 14  | 15 | 16 | 17 | 18 | 19 | 20 |
| 21  | 22 | 23 | 24 | 25 | 26 | 27 |
| 28  | 29 | 30 | 31 |    |    |    |

| 2월 |    |    |    |    |    |    |
| 일  | 월 | 화 | 수 | 목 | 금 | 토 |
|     |    |    |    | 1  | 2  | 3  |
| 4   | 5  | 6  | 7  | 8  | 9  | 10 |
| 11  | 12 | 13 | 14 | 15 | 16 | 17 |
| 18  | 19 | 20 | 21 | 22 | 23 | 24 |
| 25  | 26 | 27 | 28 |    |    |    |

| 3월 |    |    |    |    |    |    |
| 일  | 월 | 화 | 수 | 목 | 금 | 토 |
|     |    |    |    | 1  | 2  | 3  |
| 4   | 5  | 6  | 7  | 8  | 9  | 10 |
| 11  | 12 | 13 | 14 | 15 | 16 | 17 |
| 18  | 19 | 20 | 21 | 22 | 23 | 24 |
| 25  | 26 | 27 | 28 | 29 | 30 | 31 |

| 4월 |    |    |    |    |    |    |
| 일  | 월 | 화 | 수 | 목 | 금 | 토 |
| 1   | 2  | 3  | 4  | 5  | 6  | 7  |
| 8   | 9  | 10 | 11 | 12 | 13 | 14 |
| 15  | 16 | 17 | 18 | 19 | 20 | 21 |
| 22  | 23 | 24 | 25 | 26 | 27 | 28 |
| 29  | 30 |    |    |    |    |    |

| 5월 |    |    |    |    |    |    |
| 일  | 월 | 화 | 수 | 목 | 금 | 토 |
|     |    | 1  | 2  | 3  | 4  | 5  |
| 6   | 7  | 8  | 9  | 10 | 11 | 12 |
| 13  | 14 | 15 | 16 | 17 | 18 | 19 |
| 20  | 21 | 22 | 23 | 24 | 25 | 26 |
| 27  | 28 | 29 | 30 | 31 |    |    |

| 6월 |    |    |    |    |    |    |
| 일  | 월 | 화 | 수 | 목 | 금 | 토 |
|     |    |    |    |    | 1  | 2  |
| 3   | 4  | 5  | 6  | 7  | 8  | 9  |
| 10  | 11 | 12 | 13 | 14 | 15 | 16 |
| 17  | 18 | 19 | 20 | 21 | 22 | 23 |
| 24  | 25 | 26 | 27 | 28 | 29 | 30 |

| 7월 |    |    |    |    |    |    |
| 일  | 월 | 화 | 수 | 목 | 금 | 토 |
| 1   | 2  | 3  | 4  | 5  | 6  | 7  |
| 8   | 9  | 10 | 11 | 12 | 13 | 14 |
| 15  | 16 | 17 | 18 | 19 | 20 | 21 |
| 22  | 23 | 24 | 25 | 26 | 27 | 28 |
| 29  | 30 | 31 |    |    |    |    |

| 8월 |    |    |    |    |    |    |
| 일  | 월 | 화 | 수 | 목 | 금 | 토 |
|     |    |    | 1  | 2  | 3  | 4  |
| 5   | 6  | 7  | 8  | 9  | 10 | 11 |
| 12  | 13 | 14 | 15 | 16 | 17 | 18 |
| 19  | 20 | 21 | 22 | 23 | 24 | 25 |
| 26  | 27 | 28 | 29 | 30 | 31 |    |

| 9월 |    |    |    |    |    |    |
| 일  | 월 | 화 | 수 | 목 | 금 | 토 |
|     |    |    |    |    |    | 1  |
| 2   | 3  | 4  | 5  | 6  | 7  | 8  |
| 9   | 10 | 11 | 12 | 13 | 14 | 15 |
| 16  | 17 | 18 | 19 | 20 | 21 | 22 |
| 23  | 24 | 25 | 26 | 27 | 28 | 29 |
| 30  |    |    |    |    |    |    |

| 10월 |    |    |    |    |    |    |
| 일   | 월 | 화 | 수 | 목 | 금 | 토 |
|      | 1  | 2  | 3  | 4  | 5  | 6  |
| 7    | 8  | 9  | 10 | 11 | 12 | 13 |
| 14   | 15 | 16 | 17 | 18 | 19 | 20 |
| 21   | 22 | 23 | 24 | 25 | 26 | 27 |
| 28   | 29 | 30 | 31 |    |    |    |

| 11월 |    |    |    |    |    |    |
| 일   | 월 | 화 | 수 | 목 | 금 | 토 |
|      |    |    |    | 1  | 2  | 3  |
| 4    | 5  | 6  | 7  | 8  | 9  | 10 |
| 11   | 12 | 13 | 14 | 15 | 16 | 17 |
| 18   | 19 | 20 | 21 | 22 | 23 | 24 |
| 25   | 26 | 27 | 28 | 29 | 30 |    |

| 12월 |    |    |    |    |    |    |
| 일   | 월 | 화 | 수 | 목 | 금 | 토 |
|      |    |    |    |    |    | 1  |
| 2    | 3  | 4  | 5  | 6  | 7  | 8  |
| 9    | 10 | 11 | 12 | 13 | 14 | 15 |
| 16   | 17 | 18 | 19 | 20 | 21 | 22 |
| 23   | 24 | 25 | 26 | 27 | 28 | 29 |
| 30   | 31 |    |    |    |    |    |

### 음양력 대조 일람
| 음력월 | 월건 | 대소 | 음력 1일의 양력 월일 | 음력 1일 간지 |
| ------ | ---- | ---- | -------------------- | ------------- |
| 1월    | 임인 | 대   | 1월 23일             | 을축          |
| 2월    | 계묘 | 소   | 2월 22일             | 을미          |
| 윤2월  |      | 소   | 3월 23일             | 갑자          |
| 3월    | 갑진 | 대   | 4월 21일             | 계사          |
| 4월    | 을사 | 소   | 5월 21일             | 계해          |
| 5월    | 병오 | 대   | 6월 19일             | 임진          |
| 6월    | 정미 | 대   | 7월 19일             | 임술          |
| 7월    | 무신 | 소   | 8월 18일             | 임진          |
| 8월    | 기유 | 대   | 9월 16일             | 신유          |
| 9월    | 경술 | 대   | 10월 16일            | 신묘          |
| 10월   | 신해 | 소   | 11월 15일            | 신유          |
| 11월   | 임자 | 대   | 12월 14일            | 경인          |
| 12월   | 계축 | 소   | 1918년 1월 13일      | 경신          |